# Kondwani Chiwina
Kondwani Chiwina (ur. 22 października 1979) – malawijski lekkoatleta specjalizujący się w biegu średniodystansowym.
Brał udział w biegu na 800 metrów na Letnich Igrzyskach Olimpijskich 2004, odpadając w eliminacjach.